# Droga wojewódzka nr 772
Droga wojewódzka nr 772 (DW772) – droga wojewódzka klasy G położona w południowej Polsce, w województwie małopolskim (powiaty: miechowski i krakowski). Łączy ze sobą dwa węzły drogi ekspresowej S7 – Szczepanowice z Widomą. Została utworzona na miejscu byłej drogi krajowej nr 7 dnia 1 lutego 2023 r. Kolejny odcinek DK7 został przemianowany na drogę wojewódzką po otwarciu nowych odcinków S7.

## Miejscowości leżące przy trasie DW772
- Książ Wielki
- Cisia Wola
- Antolka
- Miechów (DW783)
- Szczepanowice (S7)
- Orłów
- Wężerów
- Prandocin-Iły
- Prandocin
- Januszowice
- Prandocin-Wysiołek
- Słomniki (DW775)
- Wesoła (DW773)
- Domiarki
- Widoma (S7)

## Dopuszczalny nacisk na oś
Na drodze dozwolony jest ruch pojazdów o nacisku pojedynczej osi napędowej do 11,5 tony.